# Auvær
Auvær er en ubeboet øgruppe i Tromsø kommune i Troms og Finnmark. Øgruppen ligger nordvest for Kvaløya. De største øer i øgruppe er Purkholmen og Kvannholmen.
Auvær er beskyttet som naturreservat. Mellem 1. april og 31. juli er det forbudt at gå i land på øerne Store Runda og Matskjeret, og at færdes nærmere end 100 meter fra rederne for skarvene der.